# Sirný pramen (Lužické hory)
Sirný pramen je pramen mezi Novou Hutí a Horní Světlou v Lužických horách, v katastrálním území Horní Světlá pod Luží obce Mařenice. Na pravém břehu Hamerského potoka se v lesní bažině nacházejí malé pramenné tůňky, z nichž do potoka vytéká okrově zbarvená voda.

## Přírodní poměry
Kameny i vegetace v prameni jsou pokryty světle okrovými sraženinami, jež jsou vytvářeny tzv. okrovými bakteriemi (Leptothrix ochracea), jimž se ve zdejší vodě bohaté na železo daří. Tato železitá bakterie má schopnost oxidovat rozpuštěný uhličitan železnatý na oxihydroxid železitý, okrové barvy, a shromažďovat ho ve svém gelovém obalu. Název pramene je lidového původu a vznikl na základě mylného předpokladu, že okrové zabarvení tvoří síra. Tu pramen vůbec neobsahuje.

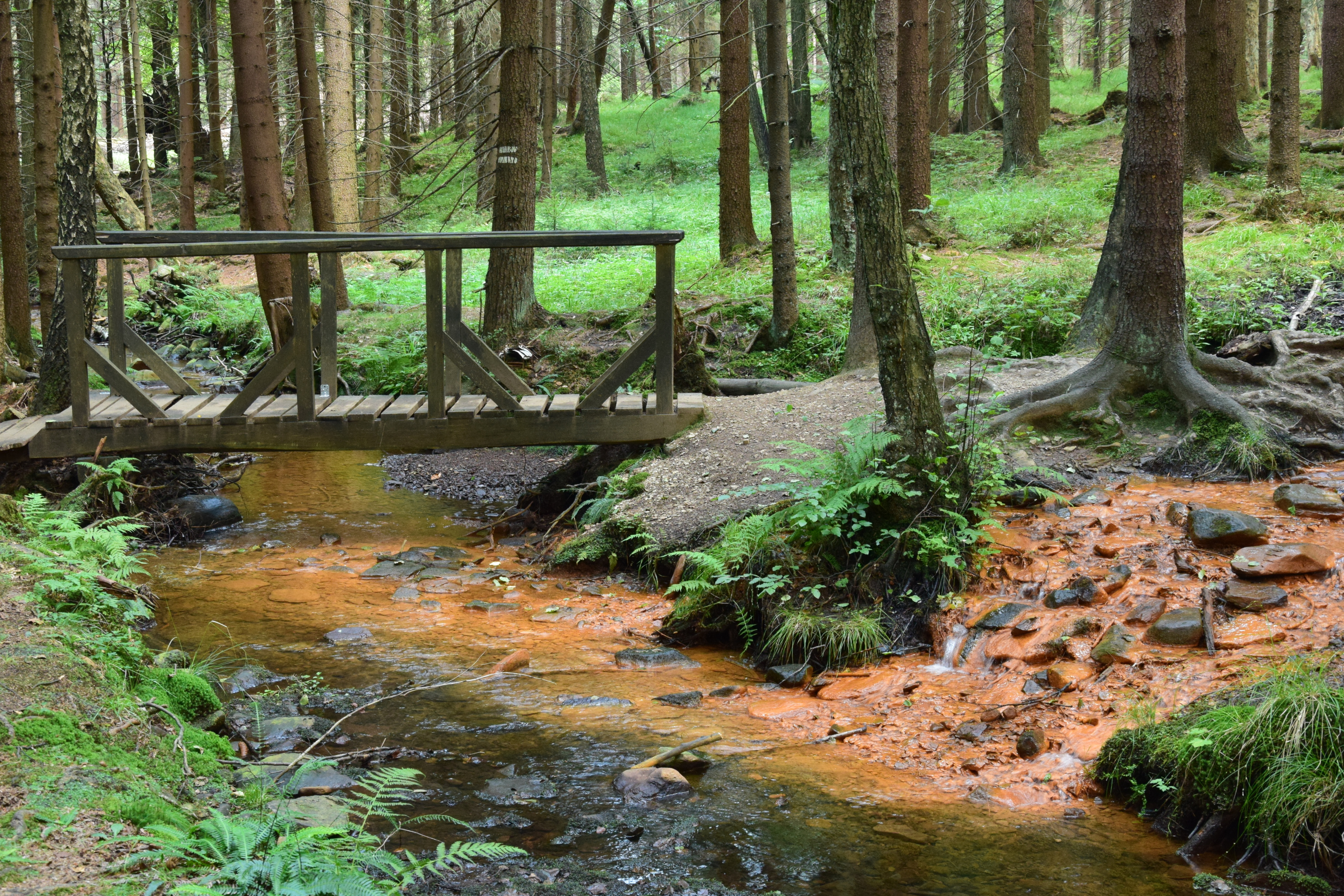
Lávka s přepadem Sirného pramene do Hamerského potoka

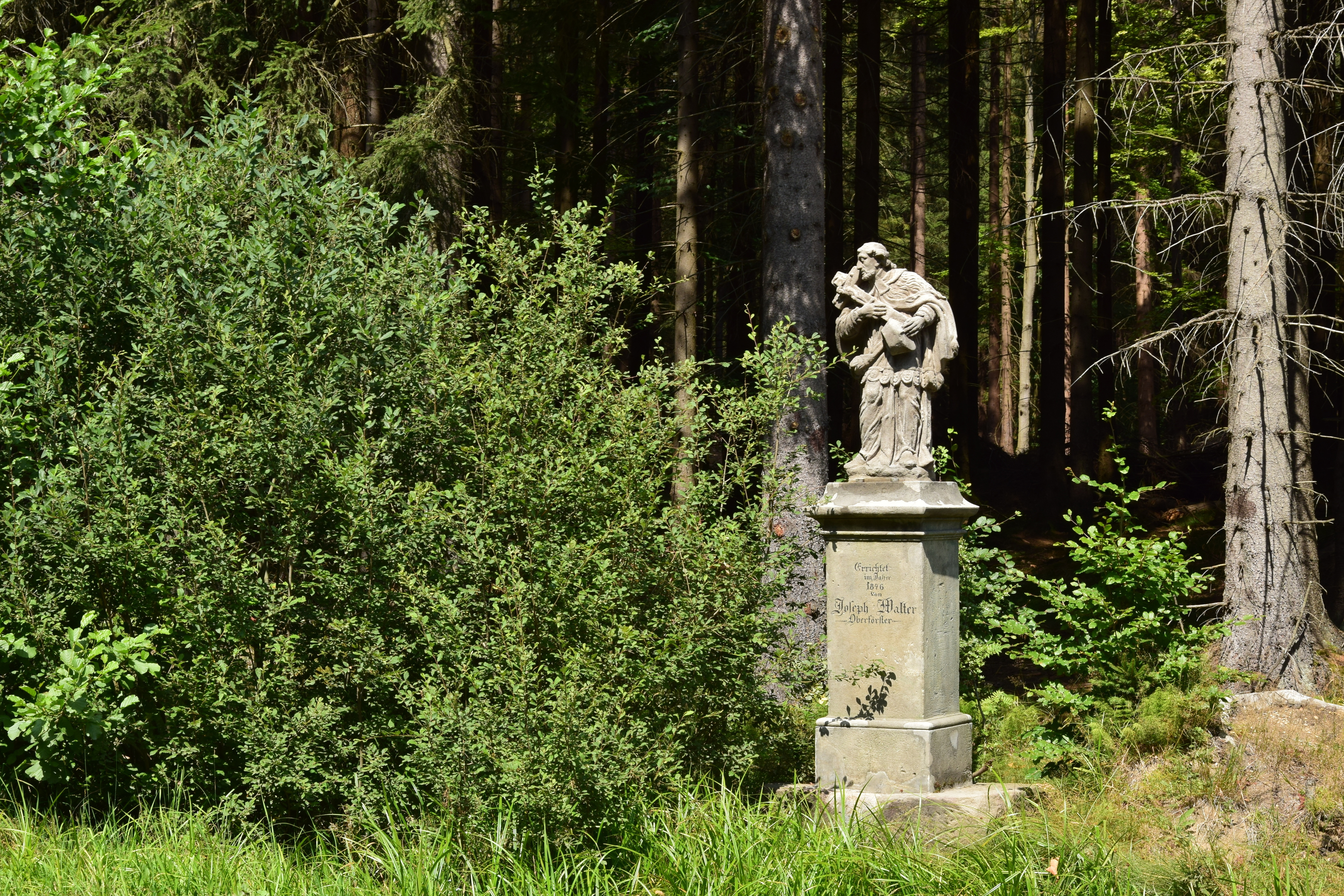
Socha svatého Jana Nepomuckého u rozcestí U Jána

Ve vodě se hojně vyskytuje v Česku vzácná rozsivka (Navicula pelliculosa). Za pozornost stojí okolní vegetace např.: žebrovice různolistá (Blechnum spicant) či mléčivec alpský (Cicerbita alpina), který roste sto metrů po proudu Hamerského potoka a vytváří bohatý hrozen modrofialových květů.

## Přístup
K prameni vede odbočka z rozcestí U Jána na zeleně značené turistické trase, která vede od Chaty Luž do Stožeckého sedla.

## Rozcestí U Jana
Rozcestí je pojmenováno podle sochy svatého Jana Nepomuckého. Podstavec původní sochy je opatřen nápisem, že jej roku 1846 dal postavit Jan Walter. Nalezli jen turisté z Varnsdorfu roku 1995 a o rok později sem byla postavena nová replika sochy. Po pěti letech ji kdosi ukradl.